# Houghia bistrigata
Houghia bistrigata là một loài ruồi trong họ Tachinidae.